# روز جهانی کاربردپذیری
روز جهانی کاربردپذیری از سال ۲۰۰۵ توسط انجمن حرفه‌ای های کاربردپذیری برگزار میگردد.

## تاریخچه

### ۲۰۰۸
موضوع: حمل و نقل
کشورهای برگزار کننده: ۴۳ کشور

### ۲۰۱۲
موضوع: کاربردپذیری در سیستم‌های مالی

## روز جهانی کاربردپذیری در ایران

### ۱۳۸۹
روز جهانی کاربردپذیری روز پنج‌شنبه ۲۰ آبان ۱۳۸۹ در فرهنگسرای رسانه تهران برگزار شد.

### ۱۳۹۰
روز جهانی کاربردپذیری روز پنج‌شنبه ۱۹ آبان ۱۳۹۰ در دانشگاه علم و فرهنگ تهران برگزار شد.

### ۱۳۹۱
روز جهانی کاربردپذیری با محوریت کاربردپذیری در سیستم‌های مالی روز پنج‌شنبه ۱۸ آبان ۱۳۹۱ در فرهنگسرای اندیشه تهران برگزار شد.